# ساندي أولريش
ساندي أولريش هو لاعب كرة قاعدة كوبي، ولد في 25 يوليو 1921 في هافانا في كوبا، وتوفي في 21 أبريل 2001 في ميامي في الولايات المتحدة.

## وصلات خارجية
- ساندي أولريش على موقعبيزبول رفرنس.كوم (الدوري الرئيسي) (الإنجليزية)
- ساندي أولريش على موقعبيزبول رفرنس.كوم (الدوري الثانوي) (الإنجليزية)